# گلندورا (میسیسیپی)
گلندورا (به انگلیسی: Glendora) روستایی در ایالت میسیسیپی کشور ایالات متحده آمریکا است که جمعیت آن در سرشماری سال ۲۰۱۰ میلادی، ۱۵۱
نفر بوده‌است.